# クノ・マイアー
クノ・マイアー またはクノ・マイヤー （ドイツ語: Kuno Meyer、1858年12月20日 - 1919年10月11日）は、 ドイツのケルト言語学者、文学者。 生涯を通じ4つのケルト学芸誌を創立・共編。第一次世界大戦の開戦時に訪米中、母国ドイツ擁護の姿勢をつらぬき物議を醸した。
学界では主にケルト辞書学者として知られているが、アイルランド大衆にはむしろ1911年刊行の「アイルランド古詩選 (Selections from ancient Irish Poetry)」を通じて古代の詩文学について広めた人物として親しまれている。古・中アイルランド語の物語・伝説の原文・英訳を多数発表し、多数の論文における幅広い題材は、人名・地名や法制度の考察にまで及んだ。

## 略歴
ハンブルクに生まれる。史家のエドゥアルト・マイヤーは実兄。地元の名門ヨハネウム学院に就学。青年時代の２年間（1874–6年）をスコットランドのエジンバラで過ごし、英語を習得している。1879年、ライプツィヒ大学に入学し、エルンスト・ウィンディッシュに師事。1884年、「アイルランド版アレクサンドロス物語」と題する論文で博士号取得。 のち英国リヴァプール市のユニバーシティカレッジ（現今のリヴァプール大学）でゲルマン言語講師に着任。
この時期、古アイルランド語 やケルト言語全般についての執筆を発表するかたわら、ドイツ語の教科書の制作もおこなっている。 1896年、L・C・シュテルンと共同でケルト文献学の学術誌「ツァイトシュリフト・フュア・ケルティッシュ・フィロロギー」を創刊、両人共その編集にあたった。さらに1898年、ホイットリー・ストークスと共に辞書学の学芸誌（「アーヒーフ・フュア・ケルティッシュ・レクシコグラフィー」）を立ち上げ、1900-1907年のあいだに全3巻を刊行している。
1903年、ダブリン市にアイルランド語学習校（School of Irish Learning）を設立。翌1904年にはその機関誌「エーリウ（Ériu）」 を創刊し、編集者を兼任した。同年、王立アイルランド学士院でトッド冠名ケルト言語教授に就任している。1911年10月、ベルリン市のフリードリヒ・ヴィルヘルム大学の招聘を受け、ハインリヒ・ツィマーの後任として同校のケルト言語教授となった。翌1912年、その選任を祝し、生徒や友人による一冊の記念論文集『雑録（Miscellany）』が刊行されている。また、ダブリン市、コーク市より自由市民（フリーマン）の称号を受けている。
第一次世界大戦の勃発を機に、マイアーはアメリカに渡り、コロンビア大学やイリノイ大学アーバナ・シャンペーン校などで講義をおこなった。1914年、アイルランド独立支持の在米団体クラン・ナ・ゲールを聴衆にニューヨークのロングアイランドで演説したが、ドイツ支持の内容だったために英国・アイルランドで反感を買い、ダブリン市、コーク市のフリーマン称号を剥奪され、リヴァプール大学の名誉教授職も失った。同じ頃、アイルランド語学習校の理事職、「エーリウ」編集長の地位も辞している。
ハーバード大学からも講義の招待状を受けていたが、1914年秋になるとプロパガンダ的活動を理由にその招待を撤回された。この扱いに不快感を示すも、このときは同大学の交換教授制度に立候補している。しかし「ハーバード・アドヴォケット」誌が1915年4月号にドイツを風刺する「神は我らと共に（Gott mit Uns）」という詩を一等賞として掲載し、しかもその選者が教授2名だったことで、中立性の欠如を糾弾する書簡をハーバード大学を送りつけ、マスコミ各紙にも配布した。これに対し、ローウェル学長は、ハーバード大学における言論の自由の方針は、生徒・教員の言動を束縛せず、ドイツ派も連合国派も隔たりなく発言を認めるものであると返答している。
1915年、カリフォルニア州で列車衝突事故に遭遇、その治療中27歳の看護婦フローレンス・ルイスと出会い、まもなく結婚。1916年参戦中のドイツに妻フローレンスは娘を伴って先行し、マイアーは翌1917年にこれを追った。1919年、フローレンスがスイスに滞在中でドイツに戻る準備が整わずいるうち、10月11日にマイアーはライプツィヒで息をひきとった。

## 評価
マイアーの没後の1920年、ダブリン市（4月19日)とコーク市（5月14日）は相次いでフリーマン市民の栄誉を復活させている。ダブリンでは、シン・フェイン党が市議の多数議席を掌握して３か月後、1915年当時アイルランド議会党主導で行われたマイアーの栄誉剥奪を撤回させたかたちとなった。しかしこれはあまり広報ておらず、1965年に改めてマイアーのダブリン自由市民権復活の訴状運動がおこったほどであった。
1920年、知人で言語学者・政治家のダグラス・ハイド（のちアイルランドの初代大統領）は、マイアーを評して、「その親愛を感じる人柄は右に出るものなく、彼自身がアイルランドを愛していたことは疑うべくもない」と述べている。またハイドが設立したゲール語連盟がゲール語科目をアイルランド中等教育に追加させようとした活動でも、マイアーの役割が決定的となり達成できたとしている。
W・T・コズグレイヴ（のちアイルランド自由国の初代首相）も、ダブリン市会議員だった当時マイアーの自由市民権剥奪には異議を唱え、マイアーを「ホイットリー・ストークスの死後、随一のケルト学権威」と称し、「いま健在の誰よりもアイルランドの学術とアイルランド国家の栄光に尽くした人物」と評している。
2004年、プロインシァス・マッカーナは「エーリウ」誌100周年版で、クノ・マイアーを「偉大なる」学者と称え、ジョン・ストラハンとの見事な連携で同誌の最初期の編集にあたったと、その手腕を評している。マイアーは外国人の立場にありながら、アイルランドで後続のケルト学者が養成されることを切望していた。アイルランド語学習校および「エーリウ」の設立も、その目的達成のためであった。その後マイアーの薫陶を受けた学徒らが「エーリウ」編集者を歴任したことで、はたしてマイアーたちの大志は成就された、としている。

## 著作一覧
以下、マイアーが発表した執筆の一部である：
- 1885年： The Irish Odyssey（「アイルランド版オデュッセイア」）
- 1892年：The Vision of MacConglinne（「マックコングリンの幻想」）、アルフレッド・ナット（英語版）との共著。
- 1894年：The Voyage of Bran（「ブランの航海」）
- 1896年：Early Relations of the Brython and Gael（「ブリトン人とゲール人の早期の関係」）
- 1901年：King and Hermit（「王と隠者」）
- 1905年：Cáin Adamnáin：An Old Irish Treatise on the Law of Adamnan（「アダムナンの法」）
- 1911年：Selections from Ancient Irish Poetry（「アイルランド古詩選」）
- 1912年：Sanas Cormaic, an Old Irish Glossary（「コルマクの語彙集」）
- 1913年：Learning in Ireland in the Fifth Century（「五世紀アイルランドの学問」）
- 1914年：Über die älteste irische Dichtung（「アイルランド最古の詩について」）